# Episodi di Everwood (seconda stagione)
La seconda stagione della serie televisiva Everwood è andata in onda negli Stati Uniti d'America dal 15 settembre 2003 al 10 maggio 2004 sul canale The WB. In Italia è andata in onda dal 14 luglio 2005 al 12 agosto 2005 su Canale 5.
| nº | Titolo originale           | Titolo italiano             | Prima TV USA      | Prima TV Italia |
| -- | -------------------------- | --------------------------- | ----------------- | --------------- |
| 1  | The Last of Summer         | In ricordo di Colin         | 15 settembre 2003 | 14 luglio 2005  |
| 2  | Extra Ordinary             | Corsa al college            | 22 settembre 2003 | 15 luglio 2005  |
| 3  | My Brother's Keeper        | Ritorno in famiglia         | 29 settembre 2003 | 18 luglio 2005  |
| 4  | East Meets Wast            | La baby-sitter              | 6 ottobre 2003    | 19 luglio 2005  |
| 5  | Daddy's Little Girl        | Problemi per Amy            | 13 ottobre 2003   | 20 luglio 2005  |
| 6  | Bling Faith                | Gli esami non finiscono mai | 20 ottobre 2003   | 21 luglio 2005  |
| 7  | Three Miners from Everwood | Il faro di Everwood         | 3 novembre 2003   | 22 luglio 2005  |
| 8  | The Burden of Truth        | Premonizioni                | 10 novembre 2003  | 25 luglio 2005  |
| 9  | Just Like in the Movies    | Cuori in fermento           | 17 novembre 2003  | 26 luglio 2005  |
| 10 | Unhappy Holidays           | La fuga                     | 24 novembre 2003  | 27 luglio 2005  |
| 11 | Family Dynamics            | Crisi in famiglia           | 19 gennaio 2004   | 28 luglio 2005  |
| 12 | Controlling Interest       | Perdite di controllo        | 26 gennaio 2004   | 29 luglio 2005  |
| 13 | Forget Me Not              | Cena di compleanno          | 2 febbraio 2004   | 1º agosto 2005  |
| 14 | No Sure Thing              | Momenti di intimità         | 9 febbraio 2004   | 2 agosto 2005   |
| 15 | The L. Word                | Riflessioni                 | 16 febbraio 2004  | 3 agosto 2005   |
| 16 | Unspoken Truth             | Vite a rischio              | 23 febbraio 2004  | 4 agosto 2005   |
| 17 | Unfinished Business        | Una questione d'età         | 5 aprile 2004     | 5 agosto 2005   |
| 18 | Last Looks                 | Tempo di crescere           | 12 aprile 2004    | 8 agosto 2005   |
| 19 | Sick                       | Per amore dei figli         | 19 aprile 2004    | 9 agosto 2005   |
| 20 | Do or Die                  | Il ballo di fine anno       | 26 aprile 2004    | 10 agosto 2005  |
| 21 | Your Future Awaits         | Un futuro da scoprire       | 3 maggio 2004     | 11 agosto 2005  |
| 22 | The Day is Done            | Soci alla pari              | 10 maggio 2004    | 12 agosto 2005  |

## In ricordo di Colin
- Titolo originale: The Last Of Summer
- Diretto da: Michael Schultz
- Scritto da: Greg Berlanti e Rina Mimoun

### Trama
L'episodio inizia con Andy, Ephram, Delia, Colin, Amy, Bright, Rose, Harold, Edna e Irv che si godono tutti una bella giornata in allegria nella piscina pubblica, ma in realtà niente di tutto questo è reale, è solo un'allucinazione di Amy, infatti Colin è morto in sala operatoria. Delia finalmente è ben inserita a scuola, ha trovato anche delle amiche, mentre Ephram ha trascorso l'estate a lavorare in piscina con Brigth e Amy. Quasi tutti a Everwood, compresa Amy, trattano Andy con disprezzo, lo considerano il solo responsabile della morte del ragazzo.
La madre di Colin chiede a Amy di fare un discorso a scuola dato che hanno dedicato una cerimonia a Colin. La ragazza va nella camera da letto del suo defunto fidanzato e trova una lettera dove lui attestava che aveva accordato a Andy il permesso di lasciarlo morire durante l'intervento se qualcosa fosse andato storto. Amy si arrabbia, Harold tenta di calmarla, purtroppo i genitori di Colin già lo sapevano.
Andy rifiuta l'invito a cena di Nina, a quel punto Ephram si arrabbia perché suo padre non sta lottando per riabilitarsi agli occhi della società, rivelandogli che Brittany, una delle amiche di Delia, non ha voluto invitarla a una festa perché le è stato imposto dalla madre dato l'astio che tutti provano per Andy. Capendo che Ephram ha ragione, Andy e i suoi figli accettano di andare al ristorante con Nina, ma lì c'è pure Amy, che vedendo Andy lo attacca davanti a tutti. Per lei è imperdonabile che Andy lo abbia lasciato morire, vuole continuare a illudersi che Colin si sarebbe totalmente ristabilito se Andy avesse portato a termine l'intervento.
Ephram era all'oscuro di tutto, Andy non ha voluto dirgli niente perché temeva che pure lui lo avrebbe condannato. Gli spiega che Colin, anche se fosse sopravvissuto, avrebbe dovuto convivere con handicap fisici e mentali, non sarebbe più stato autosufficiente, o peggio sarebbe diventato un vegetale. Durante la cerimonia in onore di Colin, inaspettatamente Andy sale sul palco e ammette che ha sbagliato, non ha avuto il coraggio di difendersi dalle accuse della gente. Confessa che, nonostante il primo intervento fatto a Colin fosse stato un miracolo, il secondo è stato diverso perché si è solo limitato a mettercela tutta, lo stesso Colin non si era mai fatto illusioni, ma ha lottato con tenacia e ottimismo.
Dopo quanto successo i cittadini di Everwood non sono più arrabbiati con Andy. Intanto Ephram spiega a Amy che capisce il suo dolore, lui stesso ha dovuto affrontare il lutto per la morte di sua madre, il dolore che Amy si porta dentro non la abbandonerà mai del tutto, dovrà solo imparare a conviverci finché non si sarà abituata, perché non tornerà mai più a essere la ragazza di prima. Anche se è evidente che Ephram è ancora innamorato di lei, Amy tiene a precisare che vuole averlo al suo fianco, ma solo come amico, perché quando lo guarda vede solo suo padre: l'uomo che non è riuscito a salvare Colin. 
- Guest star: Lee Garlington (Brenda Baxworth), Nancy Everhard (Sharon Hart), Michael Flynn (James Hart) e Robert Peters (Marty Maxwell).

## Corsa al college
- Titolo originale: Extra Ordinary
- Diretto da: David Petrarca
- Scritto da: Michael Green

### Trama
Ephram e Amy, ora al terzo anno di scuola superiore, si stanno preparando per il college, mentre Bright è all'ultimo. Bright riceve una brutta notizia del consulente scolastico, visti i suoi pessimi voti verrà esonerato dalla squadra di football. Andy tenta di convincere Ephram a prepararsi per il SAT ma lui vuole solo puntare sul pianoforte e iscriversi a un conservatorio di musica.
Stacey, una cheerleader della scuola, si fa male durante gli allenamenti, quindi la madre la porta alla clinica di Andy il quale scopre che, nonostante lei abbia solo 17 anni, ha subito un intervento di mastoplastica additiva prematuro; la protesi infatti si è forata, e sta perdendo soluzione salina, adesso deve farsela rimuovere. Stacey non ne vuole sapere, non rinuncerà alla sua protesi, inoltre velatamente umilia Andy rievocando la morte di Colin.
Nonostante Harold avesse fissato un colloquio per Amy con una delegata di Princeton lei non si presenta. Se Harold è più comprensivo con la figlia, Rose al contrario non accetta tutta questa indifferenza che Amy nutre per il proprio futuro, lei infatti non accetta l'idea di una vita senza Colin, ora Amy non contempla più un avvenire per cui valga la pena impegnarsi.
Ephram riceve la visita di James Gellar, un delegato della Juilliard, aveva sentito parlare di Ephram e del suo talento, e dunque vuole metterlo alla prova. Il ragazzo è felicissimo ma, quando suona per lui Gellar non appare soddisfatto, Ephram si affida solo al suo orecchio musicale e non legge bene la musica, essenzialmente è un buon pianista ma durante la sua formazione non è stato seguito bene, consigliandogli di investire più tempo a prepararsi per il SAT.
Quando Rose e Harold scoprono che Bright è stato esonerato dalla squadra si arrabbiano, in particolare Harold puntava sullo sport affinché Bright aspirasse a una buona università. Bright desidera investire il suo ultimo anno di scuola nello studio, ma poi ci rimane male quando capisce che Harold non ha fiducia nel fatto che possa prendere dei buoni voti perché non lo reputa abbastanza preparato.
Stacey e sua madre vanno nello studio di Harold per un consulto, ma lui arrabbiato con la ragazza per come aveva insultato Andy, manda via lei e la madre. Andy le fa convocare nella sua clinica, e questa volta mostra un atteggiamento più severo, rimprovera Stacey per essersi rivolta alla chirurgia plastica nonostante sia ancora minorenne, e la madre per averlo permesso, adesso deve farsi rimuovere la protesi e imparare ad accettare il proprio corpo.
Ephram decide di iscriversi al corso di preparazione al SAT ma Andy lo convince a non farlo e a credere nel suo talento musicale, Ephram non deve permettere a nessuno di condizionarlo e di fargli perdere fiducia nelle sue capacità. Ephram decide quindi di dedicarsi esclusivamente ai suoi esercizi con il pianoforte. Harold si scusa con Bright, ora ha capito di non essersi interessato sufficientemente alla sua carriera scolastica, ha sempre dato a Amy la priorità, ma dato che Bright vuole diventare uno studente più volenteroso si offre di aiutarlo con lo studio.
- Guest star: Scott Christopher (Coach Austin), Katie Millar (Page), Erick Avari (James Gellar), Kristen Bell (Stacy Wilson) e Joyce Cohen (Consulente Princeton).

## Ritorno in famiglia
- Titolo originale: My Brother's Keeper
- Diretto da: Michael Schultz
- Scritto da: Vanessa Taylor

### Trama
L'episodio inizia con un flashback risalente all'infanzia di Harold, era il 1968, lui e la sorella Linda accompagnarono Edna alla stazione ferroviaria, quest'ultima si separò della famiglia per partire verso il Vietnam in modo da prestare aiuto come infermiera nell'esercito.
Linda torna a Everwood e va nella clinica di Andy dove la madre Edna la riaccoglie con affetto, lei lavora per i medici senza frontiere. Andy rimane subito catturato dalla sua bellezza. Irv prova del disagio dato che Edna ammira fin troppo lo stile di vita cosmopolita della figlia, in contrasto con quella che conduce lei dato che vive a Everwood al fianco del marito. Intanto Nina chiede a Andy di parlare con Travis, figlio di una sua amica, ha 13 anni ed è stato sorpreso a rubare dei profilattici. Andy scopre che Trevis è già sessualmente attivo, così come alcuni suoi coetanei, fanno parte di un piccolo gruppo che sperimenta il sesso. Andy è preoccupato, sono troppo giovani, affrontare il sesso in un'età così prematura può essere traumatizzante, inoltre c'è il rischio di gravidanze indesiderate.
Bright chiede a Ephram di tenere d'occhio Amy, lei sta soffrendo tantissimo, in effetti Ephram nota che Laynie la incoraggia a fare uso di alcolici. Andy fa convocare i genitori dei giovani ragazzi, ma loro indignati dalle accuse del dottore si rifiutano di credere che i loro figli abbiano già fatto esperienze di natura sessuale, inoltre capiscono che è stato Trevis a diffondere la voce, e i loro figli lo picchiano. Harold, già arrabbiato con Linda per non essere venuta al funerale del padre, perde le staffe quando scopre che desidera rimanere a Everwood, lei sente la mancanza della famiglia, non vuole più viaggiare, vorrebbe lavorare con Harold nello studio medico della famiglia. Harold si rifiuta di accontentarla, ormai per lui la sorella è solo un'estranea, non le consentirà di tornare in famiglia.
Quando Ephram scopre che Amy e Laynie andranno alla festa di una confraternita, decide di seguirle, sa che non è l'ambiente adatto per Amy, ma non se la sente di dirlo a Bright per non minare la fiducia che Amy ha in lui. Andy gli fa capire che a volte tradire la fiducia delle persone è necessario per proteggerle, dunque avverte Bright che porta Amy via da quella festa dopo aver rivelato a tutti che è minorenne. Amy lo accusa di aver causato la morte di Colin dato che Bright ha provocato l'incidente stradale, ma lui davanti alla provocazione della sorella le fa notare che è equamente colpevole perché Colin si sarebbe salvato se Amy non si fosse impegnata a tenere nascosto il suo peggioramento di salute.
Andy convoca ancora una volta i genitori dei ragazzi, vuole convincerli a sottoporre i loro figli a un test per le malattie a trasmissione sessuale, mettendo in chiaro che se non lo faranno avvertirà il dipartimento di igiene. Uno dei genitori, capendo che Andy ha ragione, raggiunge con lui un compromesso: il dipartimento di igiene non verrà coinvolto, faranno fare quei test ai figli, ma a patto che la cosa resti tra loro. Andy accetta anche se in disaccordo, quei ragazzi ormai sono già traumatizzati.
Edna chiede perdono a Harold, lui ha sofferto quando lei si separò per tre anni dalla famiglia, nel periodo in cui è stata in Vietnam, Linda ha dedicato la sua vita a viaggiare perché aveva preso Edna a modello, ma gli chiede di permetterle di rimanere a Everwood e di non far pagare a Linda gli errori della madre. Harold accetta infine di dividere con Linda lo studio medico. Irv spiega a Edna che, nonostante quando giunse a Everwood non avesse intenzioni di rimanervi, scelse di farlo quando conobbe Edna e si innamorò di lei, è per questo che ci è rimasto male nel sentire tutte quelle frasi sprezzanti sulla routine che conducono insieme, perché così manca di rispetto alla vita che loro due hanno costruito l'uno a fianco all'altra.
Nina confessa a Andy che lei e Carl si sono lasciati dato che il marito la tradiva con un altro uomo, è il primo a cui lo dice. Laynie e Amy marinano la scuola, Bright ha capito che Amy non è ancora capace di mettere la testa a posto, tuttavia lui e Ephram iniziano finalmente a diventare buoni amici.
- Guest star: Ann Bosler (Mamma di Susie), Scott Wilkinson (Joe), Jodi Russell (Debbie), Patrick Stogner (giovane Harold Abbott), Nancy Peterson (Mamma di Allan), Brooke Radding (giovane Linda Abbott), Kelly Christian Stevens (Ann), Claudia Christian (giovane Edna Abbott), Allan Groves (Chris), Reiley McClendon (Travis).

## La baby-sitter
- Titolo originale: East Meets Wast
- Diretto da: David Petrarca
- Scritto da: John E. Pogue

### Trama
Andy decide di assumere Madison come baby-sitter per Delia, con l'intento di concedere più tempo libero a Ephram in modo che possa dedicarsi allo studio e al pianoforte. Harold odia la presenza di Linda che ha introdotto nel loro studio la medicina alternativa tipica della cultura cinese. Andy incoraggia Nina a chiedere il divorzio a Carl, inoltre nota che Jimmy, il padre di Colin, beve in continuazione.
La moglie di Jimmy rivela a Andy che il marito è sempre stato un alcolista, per un po' di tempo aveva smesso di bere, quando Colin era in coma ma non è capace di seguire il programma degli alcolisti anonimi con continuità. Andy tenta di proporre una cura farmacologica sperimentale a Jimmy che gli consenta di astenersi dagli alcolici, ma lui si rifiuta, sa che ha dei doveri nei confronti della moglie e della figlia, ma ubriacarsi è l'unico modo che ha per affrontare la perdita di Colin. Andy tenta di farlo ragionare, sa quello che prova perché anche lui ha sofferto per la morte di Julia, ma Jimmy afferma che sono due dolori diversi perché Andy sta male all'idea di quello che lui e Julia avevano, ma Jimmy invece ha perso suo figlio, soffre per quello che Colin poteva diventare e che ora non sarà mai.
Ephram, dopo un litigio con Medison, tenta di licenziarla ma Andy glielo impedisce, ha bisogno di lei perché non possono più contare come prima sull'aiuto di Nina che a breve affronterà un divorzio. Ephram va al minigolf con Madison e Delia, e proprio lì incontra Amy che esce con un altro ragazzo, Rick, anche se non si sta divertendo con lui. È evidente che Amy è gelosa nel vedere Ephram in compagnia di Medison e anche lui a stento sopporta di vedere Amy con Rick.
Harold viene premiato dalla sua loggia venendo nominato Sommo Ariete Maschio, ma soffre di un fastidioso torcicollo. Nina si offre di usare su di lui l'agopuntura e in effetti Harold si sente molto meglio, ma la sorella lo mette in guardia, il trattamento che ha usato potrebbe fargli perdere la percezione della sua emotività. Infatti durante il discorso di premiazione Harold si fa trasportare dai suoi sentimenti, fa un bellissimo discorso sul suo defunto padre, che viene accolto con un applauso dai presenti.
Nina si arrabbia con Andy il quale non aveva il diritto di dire a Ephram che sta divorziando, anche perché Nina non ha ancora preso una decisione in merito. Nina inoltre ci è rimasta male perché, dopo che si era consultata con un avvocato, Andy a stento le ha prestato attenzione dato che si era concentrato nel dare supporto a Jimmy, il quale non gli aveva nemmeno chiesto aiuto. Nina accusa Andy di essere un ipocrita, pretende che lei rinunci al suo matrimonio quando Andy, ormai trascorsi due anni dalla morte di Julia, non si è mai tolto la fede nuziale.
Ephram si è accorto che Amy è distratta e arrabbiata, ha persino dimenticato di svolgere un compito per la scuola e gentilmente le offre il suo mentre Ephram ne scriverà un altro. Amy lo abbraccia essendogli riconoscente, ma dallo sguardo sconfortato di Ephram si evince quanto lui sia insoddisfatto, il suo amore per Amy è disfunzionale e la loro relazione non fa passi avanti.
Andy si scusa con Nina e lei lo perdona, non era veramente arrabbiata con lui, è solo sopraffatta dallo stress per la fine del suo matrimonio, tuttavia per adesso non intende chiedere a Carl il divorzio e dunque Andy rispetta la sua scelta. Infine Andy si toglie la sua fede nuziale, iniziando a muovere i primi passi per superare la morte di Julia.
- Guest star: Richard Blake (Rick Walzak), Jeff Olson (Davenport), Gordon Johnson (Signor Jenson) e Alan Peterson (Signor Dennett).

## Problemi per Amy
- Titolo originale: Daddy's Little Girl
- Diretto da: Peter Lauer
- Scritto da: Joan Binder Weiss e Rina Mimoun

### Trama
Amy frequenta una psicologa, la dottoressa Lence, che però non è soddisfatta, la ragazza non sta facendo progressi. A scuola aggredisce verbalmente un ragazzo che si è appena trasferito nell'istituto solo perché gli è stato assegnato l'armadietto di Colin, inutile è stato il tentativo di Bright e Laynie di calmarla. La dottoressa Lance consiglia a Harold e Rose di tentare con gli antidepressivi, ma Harold si arrabbia con la dottoressa per averlo anche solo proposto, tuttavia la dottoressa ritiene che il dolore emotivo di Amy si è trasformato ormai in depressione cronica, con una cura farmacologica temporanea potrebbe dare segni di miglioramento.
Andy incontra Linda in biblioteca mentre è insieme a Delia, quest'ultima prende Linda in antipatia. Brittany si mette a vomitare, quindi il padre la porta da Andy per capire la causa del malessere della figlia, Andy propone a Linda di seguire il caso insieme, anche perché quest'ultima ritiene che c'è una componente emotiva alla base del disturbo di Brittany.
Anche se Harold sminuisce i problemi di Amy, sua moglie ha capito che la dottoressa Lance ha ragione, mentre cenano Amy si alza da tavola senza aver mangiato, ormai salta sempre tutti i pasti, la dottoressa aveva infatti affermato che la mancanza di appetito è un sintomo della depressione. Harold rimane fermo nella sua posizione, non intende dare a Amy degli antidepressivi. Rose si arrabbia, per tanto tempo Harold si è impadronito di Amy decidendo sempre lui cosa fosse meglio per la figlia e adesso Rose non è più disposta a rimanere in disparte.
Andy invita Linda a cena, Delia si comporta in maniera sgarbata con la donna tanto che Andy la punisce togliendole lo smalto per le unghie che Brittany le aveva regalato. Ephram, dopo averne parlato con Medison, fa capire a Andy che Delia vede in Linda la minaccia che Julia venga sostituita, ecco perché è ostile con lei. Andy, vedendo lo smalto, scopre che è tossico, questo spiega il malessere di Brittany, che infatti a causa dello stress del divorzio dei genitori, dopo che la matrigna è venuta a vivere con loro, aveva abbracciato l'abitudine di mordersi le unghie.
Laynie confessa a Amy che assume degli antidepressivi e ammette che ne ha giovato. Amy vede il flacone e scopre che è stato Harold a prescriverglieli. Amy vuole che il padre li prescriva anche a lei, gli confessa che già da tempo ha iniziato a prendere dei cattivi voti, ma lui non intende accontentarla, ha prescritto a Lyanie gli antidepressivi solo perché quest'ultima, diversamente da Amy, non ha una famiglia che ormai sia capace di sostenerla. Harold è affranto dal momento che non riesce ad aiutare sua figlia, Rose non intende dare una mano al marito, lui ha scelto di non prescrivere a Amy gli antidepressivi e adesso deve affrontarne le conseguenze. Harold confessa a Rose che non era d'accordo nel dare a Laynie quegli psicofarmaci, è una scelta che ha preso solo come medico, ma non potrebbe mai acconsentirlo come genitore, non vuole che Amy dipenda dai farmaci qualora dovesse ogni volta affrontare i propri traumi emotivi.
Andy riesce a chiarirsi con Delia, non nega che in futuro potrebbe prendere in considerazione la possibilità di trovare un'altra compagna e di risposarsi, ma promette a Delia che mai lo farà senza parlarne con lei e Ephram.
- Guest star: Kirby Heyborne (Signor Perkins), Taylor Hartley (Nuovo bambino), Bruce Newbold (Signor Clark), Brenda Sue Cowley (Signora Clark), Scott Christopher (Allenatore), Mike Erwin (Colin Hart morto) e Tamara Taylor (Dr.essa Lence).

## Gli esami non finiscono mai
- Titolo originale: Blind Faith
- Diretto da: Sandy Smolan
- Scritto da: David Hudgins

### Trama
Amy ed Ephram si preparano a sostenere l'esame di guida, ma mentre Amy viene promossa e riceve in regalo un'auto nuova dal padre, Ephram viene bocciato e reagisce male. Keyes sta per sposarsi con la sua nuova fidanzata Catherine, data l'amicizia con Andy ci terrebbe che fosse quest'ultimo a sposarli. Purtroppo Keyes sta perdendo la vista, tanto cha anticipa la data del matrimonio.
Madison aiuta Ephram dandogli delle lezioni di guida, in vista dell'esame riparativo. Amy contenta della sua nuova auto, invita Ephram a uscire con lei, i due si divertono, solo per scoprire che Amy lo aveva invitato a uscire semplicemente perché Laynie aveva un impegno con un ragazzo. Ephram non riesce a nascondere la propria delusione, adesso ha capito che ricade sempre nello stesso tranello, permettendo a Amy di trattarlo come una seconda scelta. Ephram le fa capire che pur amando la sua compagnia, Amy involontariamente non è mia stata capace di rispettarlo, e lui non intende più sottomettersi alle pretese della ragazza.
Andy propone a Keyes un trattamento fotodinamico all'ospedale di Denver, lui accetta ma non ha gli esiti sperati, sarà condannato alla cecità permanente. Bright fa notare a Amy che Ephram è un ragazzo eccezionale, ed è evidente che in fondo anche Amy ricambia il suo amore. Lei ammette che a frenarla è il fatto che, se Colin fosse vivo, non preferirebbe mai Ephram a lui. Il fratello le fa capire che non può continuare a pensare con questa logica, Colin non tornerà più da lei, e anche se l'amore per Ephram è diverso da quello che provava per Colin vale comunque la pena dargli una possibilità.
Amy va all'esame di riparazione di Ephram, che tra l'altro supera venendo promosso, ma proprio quando stava per confessargli il suo amore lo sorprende a baciare Madison in uno slancio di felicità. Il giorno del matrimonio di Keyes è arrivato, Andy gli confessa che, la differenza con lui, sta nel fatto che lui nello sconforto non sente la vicinanza di Dio. Keyes gli spiega che non c'è nulla di male se la fede vacilla, è un modo per mettere alla prova la forza delle persone, in fondo perdere la vista gli ha permesso di percepire il mondo in una prospettiva diversa.
Andy celebra il matrimonio e Keyes e Catherine diventano marito e moglie. Amy, durante la cerimonia, si scusa con Ephram e lo invita a ballare, anche se è consapevole che si amano afferma che ciò non deve impedirgli di legarsi a un'altra ragazza. Amy ha capito che per troppo tempo si è approfittata di Ephram, e lui merita una ragazza che sappia apprezzarlo, come lei non ha saputo fare.
- Guest star: Tim DeKay (Rev. Tom Keyes), Elisa Taylor (Catherine), Sean Mahon (Sconosciuto), Mick Hilgers (Oscar), Lincoln Hoppe (Aldo), Duane Stephens (Wally), Janice Knickrehm (Donna in chiesa), Matt Barker (Cameriere), Randy Kinyon (Consigliere uomo) e Nancy Roth (Consigliere donna).

## Il faro di Everwood
- Titolo originale: Three Miners From Everwood
- Diretto da: Michael Schultz
- Scritto da: Michael Green

### Trama
Nella miniera di carbone c'è un'esplosione, tra i minatori ci sono vari feriti, quindi Andy, Edna, Harold e Linda giungono immediatamente sul posto per prestare soccorso. Andy scende nella miniera insieme a Linda e Harold per prestare aiuto a dei minatori intrappolati: Daniel Sullivan, Ellie Beals e Will Cleveland, l'episodio è incentrato su loro tre.
Il braccio destro di Will è intrappolato sotto a una trave, nonostante Linda preferisca optare per l'amputazione dell'arto Andy riesce ad arrestare l'emorragia di sangue che lo stava uccidendo, dando agli altri minatori il tempo di liberarlo dalla trave. Will viene portato via ed è fuori pericolo. Si scopre che Will da tempo ha iniziato a dare lezioni di pianoforte a Ephram, si sono conosciuti per caso quando Ephram aveva accidentalmente urtato l'auto di Will, scoprendo che quest'ultimo era pianista di musica jazz; vedendo come Ephram fosse affascinato dalla passione di Will per il jazz ha iniziato a fargli da mentore.
Harold capisce che Daniel rischia di morire per un ematoma subdurale. Harold chiede a Andy di salvarlo, ma Harold capisce che Andy è ancora insicuro dopo la morte di Colin così lo sprona a credere nelle proprie capacità. Usando un trapano crea un foro nel cranio di Daniel e con una siringa aspira il sangue riuscendo a salvarlo. Daniel è il vicino di casa di Harold, da molto tempo ha iniziato dei lavori nella sua casa per creare un faro nel suo giardino. Harold che disapprovava totalmente il progetto aveva tentato di farlo abolire con l'aiuto di Rose tramite una riunione municipale. Ma Daniel conquistò l'approvazione dei presenti raccontando che la moglie Millie desiderava vivere in una casa su una spiaggia con un faro, ma dato che non hanno mai lasciato Everwood, per lo meno Daniel ha voluto in parte accontentarla costruendo per lei quel faro, e il progetto venne approvato.
Linda usa su Ellie l'agopuntura per alleviare il suo dolore, la donna necessita di una trasfusione di sangue, quindi non essendoci donatori compatibili Andy fa ricorso a un'autotrasfusione prelevando il sangue di cui Ellie ha bisogno proprio dall'addome della donna. Ellie è sposata con Chris, il consulente scolastico del liceo, desiderano dei figli ma lei non riesce a rimanere incinta, probabilmente la colpa è del monossido di carbonio che respira dalle miniere, non può licenziarsi perché lei è la sola che porta a casa uno stipendio dato che la scuola non vuole fare a Chris un contratto a tempo indeterminato. Chris va alla miniera dove Andy gli spiega che Ellie non potrà più avere figli perché, anche se è salva, è rimasta ferita e bisogna asportarle l'utero.
Alcuni dei minatori sono morti, intanto Ephram porta a casa sua il cane di Will, se ne prenderà cura finché quest'ultimo non si sarà ristabilito. All'inizio Harold aveva proposto a Linda di donare il suo sangue a Ellie dato che il suo gruppo è A- , trovando strano che la sorella non abbia voluto farlo. Linda afferma che in Africa, dove ha lavorato per due anni, è diffusa l'epatite, temendo di averla contratta ha preferito non donare il suo sangue; ma dal disagio con cui parlava è evidente che ha mentito. Harold decide di dirigere lui stesso i lavori per la realizzazione del faro nel giardino di Daniel, riuscendo infine a costruirlo. 
- Guest star: Beau Bridges (Daniel Sullivan), Kirsten Nelson (Ellie Beals), Ben Weber (Chris Beals), David Downs (Mr. Ackerman), Joyce Cohen (Millie Sullivan) e Rick Fitzgerald (lavoratore).

## Premonizioni
- Titolo originale: The Burden Of Truth
- Diretto da: Michael Schultz
- Scritto da: Vanessa Taylor

### Trama
Andy, grazie all'aiuto di Phil, un meccanico, compra un'auto per Ephram. Nel suo studio Andy visita un bambino, gli diagnostica una semplice influenza, ma la madre non è soddisfatta e richiede un consulto con uno specialista, convinta che il ragazzo abbia la meningite. Incuriosito, Andy accetta di far visitare il bambino all'ospedale di Denver e rimane sorpreso quando le analisi confermano la diagnosi di meningite. Chiede quindi spiegazioni alla donna, che rivela di aver appreso della condizione del figlio da Phil. Quest'ultimo è noto per le sue premonizioni, Andy decide di ringraziare Phil e, durante la conversazione, inizia a credere nelle sue capacità predittive. Phil lo avverte che presto riceverà un bacio.
Madison porta Delia alle prove del suo gruppo musicale, dove incontrano Ephram, che si presenta con la scusa di portare il capotto alla sorella. Durante le prove, assiste a una lite tra Madison e Jay, un membro della band, che non vuole più continuare a suonare con lei. Ephram cerca di sollevare il morale di Madison migliorando alcuni pezzi musicali, lei lo guarda in maniera strana, come se ricambiasse l'attrazione che il ragazzo nutre per lei. Madison lo invita a unirsi al gruppo per un concerto in un locale.
Harold riceve una telefonata da Amy, la ragazza non sembra in sé, non è andata a scuola e ha guidato oltre il Colorado. Harold e Linda vanno prenderla, ma ormai è ovvio che Amy sta sempre peggio. Linda decide di fare un po' di yoga con sua nipote, ma Amy approfitta di una sua distrazione per rubarle il ricettario. Edna ha capito che Linda e Andy sono attratti l'una dall'altro e incoraggia quest'ultimo a farsi avanti con lei; Andy aiuta Linda con il trasloco, ma proprio quando stava per baciarla lei si allontana.
Harold si arrabbia con Phil perché gli ha messo in paranoia i suoi pazienti che adesso lo importunano per degli esami medici, in quel momento Phil capisce che una persona accanto a Harold (chiaramente Amy) sta soffrendo tantissimo, subito dopo Harold riceve una telefonata da una farmacia. Quando Amy torna a casa Harold si arrabbia con la figlia perché ha saputa dalla farmacia degli antidepressivi che lei aveva acquistato tramite la ricettario rubato a Linda; quest'ultima rischia di essere radiata dall'albo a causa di una prescrizione non autorizzata. Harold accetta di prescrivere lui personalmente gli antidepressivi alla figlia, nonostante il comportamento di Amy lo abbia deluso tantissimo.
Il concerto di Ephram e Madison è stato un successo, ma poi Jay la bacia davanti a lui. Ephram le fa una scenata di gelosia, Madison tiene comunque a precisare che Jay non è il suo ragazzo, semplicemente escono insieme. Il giorno dopo Madison spiega a Ephram che non può esserci nulla tra loro due, Ephram è più giovane di lei; ad ogni modo Ephram le fa capire che Jay non si impegnerà mai con lei, infine la bacia senza che Madison faccia nulla per impedirglielo, confermando quello che Ephram già sospettava: lei ricambia i suoi sentimenti.
Andy è arrabbiato con Phil perché la sua premonizione non si è avverata, non ha ricevuto nessun bacio da Linda. Phil gli spiega che il problema è che Andy ha forzato le cose. Gli confessa che la gente si rivolge a lui perché credono di voler conoscere il futuro, ma in realtà le persone vogliono solo buone notizie. Edna vuole capire per quale ragione Linda non vuole dare una possibilità a Andy, e lei gli confessa che tre anni fa durante la sua permanenza in Africa ha contratto l'AIDS. Sta seguendo una terapia e non vuole coinvolgere Andy nei suoi problemi. Edna si fa forte per sua figlia dandole conforto, ma quando torna a casa scoppia a piangere con Irv che abbraccia la moglie consolandola. 
- Guest star: Gordon Johnson (Signor Jensen), Dendrie Taylor (Signora Thomson), J.K. Simmons (Phil Drebbls).

## Cuori in fermento
- Titolo originale: Just Like In The Movies
- Diretto da: Matt Shakman
- Scritto da: Rina Mimoun

### Trama
Amy, mentre fa acquisti in un negozio di ferramenta, conosce il giovane commesso, un ragazzo simpatico. Lo incontra nuovamente in un ristorante mentre è in compagnia di Laynie e quest'ultima lo riconosce, si chiama Tommy Callahan, in passato frequentava la stessa scuola di Amy, era un tossico e appiccò un incendio, è stato anche paziente in una clinica per disintossicarsi.
Andy non fa che riempire la clinica degli Abbott di regali per Linda, ma lei rifiuta il suo corteggiamento. Andy aiuta il suo paziente Justine (un uomo che soffre di balbuzie) a dichiararsi a Kirsten, la sua migliore amica di cui è segretamente innamorato, lei a breve partirà per il Texas e desidera dirle ciò che prova nei suoi confronti. Mentre Kirsten è a lavoro Andy aiuta Justin a cantare davanti a tutti in modo da esprimerle i suoi sentimenti, ma Kirsten è costretta a dirgli di non corrisponderlo.
Ephram, vedendo Madison litigare al telefono con Jay, cerca di capire cosa sta succedendo, e lei ammette che non riesce a ricambiare i sentimenti di Jay il quale l'aveva accusata di provare qualcosa per Ephram. Il problema è che Madison è stata costretta a dargli ragione, Ephram è più giovane di lei e ha cercato di nascondere ciò che prova nei suoi confronti, ma adesso non ci riesce più, infine i due si baciano.
Amy va a una festa e incontra per caso Tommy, i due vanno via insieme e si mettono a passeggiare, il ragazzo le conferma che le brutte voci su di lui sono vere, ma adesso è pulito dalle droghe. I due trascorrono tutta la notte insieme e il mattino dopo Tommy riaccompagna Amy a casa, per poi baciarla. Rose fa notare a Harold che Linda è chiaramente innamorata di Andy, e il fatto che continui a respingerlo è segno che nasconde qualcosa. Harold capendo che la moglie ha ragione si confronta con Linda, e le confessa di aver contattato una clinica di Pechino dove lei aveva vissuto fingendosi il suo medico curante, ora sa che la sorella è affetta da AIDS, è per questo che non vuole stare con Andy.
Madison spiega a Ephram che vuole stare con lui, ma non nega che questa relazione la mette a disagio, il fatto che è più grande di lui è un ostacolo che dovranno costantemente affrontare. Justin confessa a Andy che non è deluso da quello che è accaduto, perché anche se Kirsten non lo ama, ciò non toglie che ha vinto le proprie paure e ha trovato la forza di dichiararsi a lei.
Andy, prendendo esempio da Justin, va a casa di Linda e nel suo giardino si mette a suonare la chitarra e a cantare per lei. Linda, apprezzando il gesto, gli confessa che, quando ha lavorato in Congo tentò di aiutare un bambino che stava morendo dissanguato per via di varie ferite, tuttavia Linda si rese poi conto che pure lei era ferita e il sangue del bambino si è mischiato con il suo, ed è così che ha contratto l'AIDS.
- Guest star: Brittany Clark (Kirsten), Whitney Lee (Brittney), Eyal Podell (Justin).

## La fuga
- Titolo originale: Unhappy Holidays
- Diretto da: Jason Moore
- Scritto da: John E. Pogue

### Trama
Con il Natale alle porte, Andy nasconde i regali per i suoi figli, ma senza volerlo sorprende Ephram e Madison ad amoreggiare, scoprendo che hanno una relazione. Si mette a litigare con suo figlio, lui ha solo 16 anni mentre Madison ne ha 20, tuttavia Ephram non intende dare a Andy la soddisfazione di rovinare la sua relazione con Madison. Per il Ringraziamento, Harold e la sua famiglia accolgono Carol e Herbert, i genitori di Rose, purtroppo Harold odia la suocera dato che lei è sempre antipatica e provocativa nei suoi confronti.
Andy nella sua clinica, medica il piede a Charlie, un giovane ragazzo appartenente a una tribù di pellerossa, si è ustionato per prepararsi nel tentativo di camminare sui carboni roventi. Andy va nel casinò gestito dal padre di Charlie, dal quale scopre che camminare sui carboni è un rito di passaggio nella loro tribù. Madison continua a lavorare come baby sitter di Delia, non vuole più stare con Ephram perché la situazione è diventata troppo imbarazzante, ma lui le spiega che, tra tutte le ragazze che ha conosciuto, Madison è la prima che lo corrisponde, non intende rinunciare a lei.
Edna scopre che Amy e Tommy escono insieme e lo riferisce a Harold. Quest'ultimo scopre da Bright che Tommy è un tossico e che in passato venne anche arrestato per possesso di droga. Amy invita Tommy a festeggiare il Ringraziamento a casa sua, tuttavia Tommy va via quando Harold lo mette in imbarazzo rivelando a tutti del suo passato di delinquenza. Amy si arrabbia con suo padre, ma lui non intende mostrarle indulgenza, questa volta Amy non ha agito a causa dei suoi problemi di depressione, ma solo per meschinità dato che non aveva detto a nessuno che sta frequentando un ragazzo con problemi di droga e le proibisce di rivederlo.
Harold, dopo la lite con Amy, non se la sente di trascorrere il Ringraziamento con la sua famiglia, lo stesso vale per Andy dopo il litigio con Ephram, quindi Harold e Andy vanno nel casinò del padre di Charlie a divertirsi. Andy scopre che Charlie ha superato con successo il rito di passaggio della tribù, il padre del ragazzo spiega a Andy che è necessario permettere ai figli di affrontare le prove della vita perché, in caso contrario, vivranno nel fallimento, e che questo tipo di ostacoli mettono più alla prova i genitori piuttosto che i figli, perché essere il padre di un uomo è diverso dall'essere il padre di un ragazzo.
Andy riaccompagna Harold a casa il quale ha sperperato tutti i suoi soldi al casinò. Carol non perde l'occasione per accusarlo di essere un fallito, sia come uomo che come padre; a quel punto Herbert e Rose prendono le difese di Harold il quale, contrariamente a Carol che ha sempre trattato male i suoi figli, è un genitore che ama incondizionatamente la sua famiglia. Herbert mostra solidarietà verso Rose e Harold, sa che stanno attraversando un brutto momento a causa di Amy ed è consapevole che essere un genitore non è mai facile. 
Andy parla con Ephram spiegandogli che ha cambiato idea, non si opporrà alla relazione tra lui e Madison. Ephram sa di aver sbagliato a non dirgli prima che Madison è la sua ragazza, Andy non ha dubbi che questa relazione è un errore e che Ephram non saprà gestirla, ma ha capito che è uno sbaglio che deve fare, adesso lui e il figlio hanno costruito un rapporto migliore e se Andy osteggiasse la storia con Madison lo distruggerebbe. Andy tuttavia parla con Madison facendole capire che lei è il primo amore di Ephram, quest'ultimo è ancora un ragazzo, non un uomo, e lei dovrà prendersi cura di lui.
Amy, dopo il brutto litigio con suo padre, decide di andarsene di casa senza dire niente a nessuno. Mentre Andy va con Delia a comprare un albero di Natale, incontra Linda, lei ammette finalmente che desidera stare con Andy, e infine i due si baciano proprio durante la prima nevicata dell'anno.
- Guest star: Betty White (Carol Roberts), Evan Saucedo (Charlie), Adam Beach (Padre di Charlie), Steve O'Neal (Sceriffo), Roy J. Cohoe (Controparte), Richard Herd (Herb Roberts), Gavin Sheehan (Cittadino).

## Crisi in famiglia
- Titolo originale: Family Dynamics
- Diretto da: Michael Schultz
- Scritto da: David Hudgins

### Trama
La famiglia Abbott si rivolge allo sceriffo per ritracciare Amy, e anche all'FBI, solo per scoprire che Amy ora è a casa di Edna e Irv. La ragazza si arrabbia con Harold per aver umiliato Tommy, il padre effettivamente è disposto a prendersi parte della colpa; Amy tornerà a casa solo se accetteranno la sua relazione con Tommy, da lei ritenuto un bravo ragazzo, si sente persino meglio da quando esce con lui. Rose al contrario di Harold non accetta nella maniera più assoluta l'arroganza della figlia, che pretende di riconciliarsi con i genitori solo alle sue condizioni, Rose le rinfaccia l'imbarazzo che ha arrecato a tutti quando ha rubato il ricettario di Linda di conseguenza Amy non può più avanzare pretese. Rose le impone di non frequentare più Tommy, Edna tenta di convincerla a riconsiderare la sua posizione ma Rose non accetta che la suocera si intrometta tra lei e Amy.
Ephram vede Delia arrabbiata con il padre, infatti odia che lui e Linda stiano insieme. Andy spiega a Ephram che Delia era stata categorica sul fatto che non voleva Linda come compagna per il padre, e ora si sente tradita. Intanto Andy prende come paziente Helen che vuole il suo aiuto per la fecondazione in vitro; lei è sposata ma vuole avere un figlio dal seme del suo defunto marito, Ted, dato che gli aveva promesso che avrebbero avuto un figlio insieme, ma ciò la porta a litigare con l'attuale marito.
Harold decide di andare a riprendersi Amy, ma Rose glielo vieta, accusando il marito di cercare sempre l'approvazione di Amy, avendole anche comprato l'auto nonostante stesse prendendo dei cattivi voti. Amy sta distruggendo la famiglia con il suo egoismo, lei non riesce più a dominare la sua rabbia e Rose non è più disposta a tollerarlo, Amy tornerà a casa solo quando accetterà le condizioni che Rose ha stabilito perché la figlia non ha bisogno di comprensione ma di disciplina. Rose ammette inoltre che è stanca dell'arroganza di Harold che non ha mai accettato con la moglie un rapporto paritario nell'educazione di Amy.
Madison ha capito che, nonostante Ephram non si sia opposto alla relazione tra Andy e Linda, è ancora perplesso all'idea che lui frequenti un'altra donna dopo la morte di Julia. Andy, per ricucire il rapporto con Delia, la porta in campeggio, ma dal momento che non si divertono preferiscono trascorrere una piacevole notte nella camera di un albergo. Delia gli spiega che, essendo Linda molto diversa da Julia, è per lei fastidiosa l'idea che possa prendere il posto della defunta madre nella vita di Andy. Quest'ultimo però fa capire alla figlia che Julia è insostituibile per lui, così come lo sono anche Delia e Ephram, tuttavia l'amore è un sentimento che va condiviso, e ciò è impossibile se si giura devozione a una persona che non è più in vita.
Irv è a disagio all'idea che Amy viva con loro, Edna in effetti vuole provare a chiedere aiuto a padre Ivers, fu lui a celebrare il battesimo di Harold e il suo matrimonio con Rose. Ivers tenta di aprire un dialogo tra Rose, Harold e Amy, quest'ultima accetta di tornare a vivere con i genitori, ma solo se le permetteranno di uscire con Tommy, lei è disposta a rinunciare all'auto e al cellulare. Harold tuttavia non intende scendere a compromessi, tentando di far capire alla figlia che lui e Rose le impongono delle regole perché Amy è ancora troppo immatura per capire da sola cosa sia meglio per lei, Harold adesso ha compreso di aver sbagliato a trattare Amy come un'adulta, ma soprattutto ha mancato di rispetto a Rose solo per elemosinare l'affetto della figlia. Harold concede a Amy il permesso di vivere con Edna e Irv, tornerà a casa solo quando accetterà le condizioni che Rose le ha imposto.
Andy fa capire a Helen che può amare e ricordare Ted senza essere vincolata alle promesse che gli aveva fatto, lei capisce che ha ragione, decidendo di volere un figlio dall'attuale marito. Ephram accompagna Andy in cima a una montagna, il posto che il marito deceduto di Helen amava; lei ha chiesto a Andy di disfarsi proprio lì del thermos contenente il seme di Ted. Ephram confessa a Andy che non intende intralciare la sua storia con Linda, non ha nulla contro di lei, ma ammette che deve ancora elaborare che suo padre, ora che Julia è morta, abbia una vita sentimentale. Infine Ephram, raggiunta la cima della montagna con Andy, getta il thermos nella valle.
- Guest star: Roger Nelson (Ragazzo), Jim Pitts (Simon), Derek Webster (Agente FBI), Tegan West (Jerry McGinns), Steve O'Neil (Sceriffo) e Kellie Waymire (Helen McGinns).

## Perdite di controllo
- Titolo originale: Controlling Interest
- Diretto da: Lev L. Spiro
- Scritto da: Michael Green

### Trama
Ephram si confronta per la prima volta con la differenza di età tra lui e Madison, quando vanno in un cinema e a lui viene proibito di acquistare i biglietti per un film vietato ai minori. Per Amy la convivenza con Irv e Edan sta diventando difficile e la cosa diventa imbarazzante quando li sorprende a fare sesso.
Gavin Curtis, membro della squadra di lotta del liceo, perde i sensi in palestra. Andy lo visita nel suo studio, ma il padre del ragazzo vorrebbe soltanto che gli firmi il nulla osta medico. Andy però chiede qualche informazione all'allenatore di Gavin il quale gli confessa che il ragazzo spesso vomita. Andy capisce che per poter entrare in squadra lui ha forzato frequentemente il vomito in modo da perdere peso, ormai è bulimico. La madre vorrebbe che Gavin si facesse aiutare, ma il marito, smanioso che il figlio diventi un atleta di successo, è disposto a trovare un altro medico che firmi l'autirizzazione.
Ephram fa notare a Madison che lei ama la sua compagnia soltanto quando stanno insieme in casa, ma lei non è a proprio agio quando sono in pubblico; dunque Ephram la invita all'incontro di lotta della scuola. Proprio durante l'incontro Ephram vede Amy insieme a Tommy, a quel punto prende Madison per mano quasi a voler attirare l'attenzione di Amy, cosa che mette Madison a disagio. Andy tenta di convincere Gavin a rinunciare alla lotta e a farsi aiutare, ma lui non vuole sentirlo, finalmente ha ottenuto popolarità a scuola, in contrasto col fatto che, quando era obeso, Gavin era soltanto un ragazzo insignificante. Gavin vince l'incontro di lotta, mentre Amy litiga con Bright che ormai non le rivolge più la parola da quando ha lasciato la sua casa. Bright le fa notare che sta ripetendo con Tommy l'errore che ha fatto con Colin: per stare con lui Amy sta allontanando tutti gli altri.
Bright, stufo che Tommy si intrometta tra lui e la sorella, fa a pugni con il ragazzo. Linda aveva in mente una serata romantica con Andy, ma lui non è concentrato, pensa solo a Gavin. Linda lo accusa di essere spaventato da lei, e usa il lavoro per sabotare il loro rapporto così come ha fatto per tanto tempo con i figli. Andy si arrabbia davanti a queste insinuazioni, la cosa diventa imbarazzante quando istintivamente si riferisce a Linda chiamandola "Julia".
Chris è costretto a sospendere Bright per una settimana a causa della rissa, infatti Tommy non studia più nel loro istituto e dunque è solo Bright che dovrà sobbarcarsi la responsabilità di quello che è successo, inoltre ciò finirà nel suo curriculum scolastico e pregiudicherà la sua possibilità di entrare in una buona università. Andy si rassegna, ha capito che Gavin non vuole farsi aiutare, ma lo mette in guardia perché lui vive nella fatua speranza di controllare la sua bulimia ma prima a poi questo suo disturbo lo distruggerà.
Ephram va a casa di Madison portandole dei fiori per scusarsi, lei si è sentita imbarazzata perché Ephram si è comportato come se volesse metterla in mostra e vantarsene. Ephram ammette che si è comportato così solo in reazione alla propria frustrazione dato che per troppo tempo hanno tenuta nascosta la loro storia, Madison gli fa capire che non si vergogna di averlo come suo fidanzato, ma preferisce affrontare la cosa con discrezione perché teme che le persone, vedendoli insieme, li giudicherebbero male.
Andy si presenta a casa di Linda e ammette che lei aveva ragione, la ama e non credeva che questo sarebbe più successo nella sua vita, dunque ha involontariamente usato il lavoro per sabotare la loro relazione, ma adesso non ha più paura e infine i due fanno l'amore.
- Guest star: Douglas Smith (Gavin Curtis), Jared Harman (Wiley), Michael Birkeland (Bigliettaio), Paul McLean (Allenatore), Joan McMurtrey (Signora Curtis), Gary Basaraba (Signor Curtis) Ben Weber (Chris Beals).

## Cena di compleanno
- Titolo originale: Forget Me Not
- Diretto da: Michael Schultz
- Scritto da: Patrick Sean Smith e Wendy Mericle

### Trama
Bright chiede a Amy di cenare con la famiglia in vista del 45° compleanno di Harold. Intanto Ephram scrive una canzone per la band di Madison dedicata proprio a lei, ciò porta Jay a deriderlo perché Madison non ha intenzione di proporla a gruppo benché gli avesse fatto credere il contrario. Jay gli fa capire che lui è un adolescente, di conseguenza Ephram vive il loro amore in maniera diversa da Madison.
Nina porta Sam nella clinica di Harold a fare il vaccino, gli confessa che lei e Carl divorzieranno. Harold rimprovera Andy che per stare con Linda sta mettendo la sua amicizia con Nina in secondo piano. Andy tenta di rendersi disponibile per Nina, ma lei rifiuta la sua amicizia affermando che la gentilezza di Andy è solo una reazione al rimprovero di Harold e non un gesto di spontaneo altruismo.
Tommy regala a Amy un cellulare nuovo, ma poi si arrabbia quando scopre che Amy era andata a casa sua senza dirglielo, è stata la madre di Tommy a rivelarglielo, infatti Amy ha scoperto che Tommy e sua madre vivono in un modesto prefabbricato. Anche tra Ephram e Madison le cose non vanno bene, lui si sente tradito perché Madison, anche se gli aveva fatto credere che aveva apprezzato la canzone che Ephram ha scritto, non aveva mai avuto intenzione di proporla alla band.
Ephram e Amy si mettono a litigare, quest'ultima lo accusa di essere un ipocrita perché ha cercato di essere suo amico soltanto quando gli conveniva ma da quando sta con Madison ormai ha perso per Amy ogni interesse, mentre Ephram le rinfaccia la sua scelta dissennata di abbandonare la casa dei genitori. Tommy si scusa con Amy per come aveva reagito, dopo il divorzio dei suoi genitori hanno perso la casa dato che il padre ha portato via tutto il denaro, lavora come commesso per guadagnare un po' di soldi mentre la madre è soltanto una donna delle pulizie, si vergogna dato che invece il padre di Amy è un medico mentre la madre il sindaco di Everwood.
Harold festeggia il compleanno cenando con Rose, Bright, Irv e Edan, purtroppo Amy non è venuta. Edan, tornata a casa, rimprovera la nipote, Amy è imbarazzata, aveva completamente dimenticato del compleanno del padre. Intanto, nel cuore della notte, Sam esce di casa e si mette alla guida dell'auto di Nina schiantandosi contro un albero, Nina e Andy lo portano in ospedale, fortunatamente non è nulla di grave. Andy si fa perdonare da Nina promettendole che da ora sarà più presente per lei.
Madison si scusa con Ephram per come si è comportata, questa è la prima volta che un ragazzo si impegna con lei con tanta passione, Madison si sta sforzando di far funzionare la loro relazione ma ha capito che Ephram si sta impegnando più di quanto faccia lei, chiedendogli soltanto di rallentare un po'. Subito dopo Ephram vede Tommy vendere della droga a Jay, capendo che egli continua a spacciare.
Amy si riconcilia con Ephram, i due si abbracciano, non erano veramente arrabbiati l'una con l'altro, si stavano solo sfogando per via della tensione accumulata con Tommy e Madison, adesso hanno capito che devono trovare un po' di spazio fuori dalle loro vite sentimentali. Amy consegna una lettera a Harold chiedendogli scusa, è consapevole che la sua relazione con Tommy è solo la prova che le preoccupazioni di suo padre sono fondate e che sta prendendo delle cattive scelte, ma gli chiede di non dubitare mai che l'affetto che nutre nei suoi confronti come figlia è sincero. 
- Guest star: Becky Harding (Roberta), Josh Walsh () e Philip Karner (Josh Walker).

## Momenti d'intimità
- Titolo originale: No Sure Thing
- Diretto da: Perry Lang
- Scritto da: Joan Binder Weiss

### Trama
Amy tenta di fare sesso con Tommy, ma per lei non è facile dato che non ha mai fatto esperienze di questo tipo, Tommy decide di non metterle fretta. Andy con il permesso di Ephram e Delia, invita Linda a trascorrere con loro la sua prima notte in casa.
Edna si arrabbia con Andy quando scopre che Amy si è fatta prescrivere la pillola anticoncezionale da lui, scoprendo così che è nelle sue intenzioni fare sesso. Andy mette in chiaro con Edna che la licenzierà se oserà dirlo a Harold violando il segreto medico-paziente. Visto che la coinquilina di Madison andrà via fuori città, lei propone a Ephram di trascorrere del tempo insieme a casa sua, convinto da Bright che fosse un pretesto per fare sesso con lui, tenta di sedurla, ma scopre che Madison non intendeva fare l'amore con Ephram.
Madison gli racconta di quando perse la sua verginità, fu con il suo amico Alex, si conoscevano fin da bambini, non fu una bella esperienza, infatti Madison non era pronta. Alla fine Madison si mette ad amoreggiare con Ephram ma, proprio quando stavano per fare sesso, ciò si rivela impossibile dato che il ragazzo raggiunge l'orgasmo troppo velocemente, rendendo tutto imbarazzante. Ephram, sentendosi umiliato, torna a casa e litiga con Andy, proprio quando Linda doveva passare la sua prima notte nella loro casa, decidendo di andarsene dopo aver sentito la lite tra Andy e Ephram.
Tommy porta Laynie e Amy a una festa in uno chalet, quest'ultima decide di fare sesso con Tommy, ma Laynie la mette in guardia: ha visto Tommy vendere della droga a dei ragazzi. Amy pretende delle spiegazioni, lui ammette che purtroppo vende un po' di droga per guadagnare dei soldi e pagare l'affitto di casa, è più di quanto ottiene dal suo stipendio. Amy per adesso decide di non fare l'amore con lui, anche se Tommy le promette che non spaccerà più droga.
Andy spiega a Ephram che il sesso è una cosa importante ma non intende impedirgli di farlo perché il desiderio sessuale non può essere contenuto. Dato che quando Linda e Harold erano giovani Edna non aveva mai affrontato con loro l'argomento del sesso, decide di farlo con Amy, facendole capire che se la sua prima volta non sarà con una persona importante per cui prova dei sentimenti sinceri, non sarà mai un ricordo piacevole da portarsi dietro. Mentre Ephram e Madison sono insieme in auto, si divertono conversare in allegria, poi lui con spontaneità la bacia e infine perde la sua verginità facendo l'amore con Madison.

## Riflessioni
- Titolo originale: The L Word
- Diretto da: Michael Schultz
- Scritto da: John E. Pogue

### Trama
Da quando Madison e Ephram fanno sesso, quest'ultimo è felicissimo, Bright però è preoccupato per lui, capendo che Ephram sta affrontando tutto con troppo entusiasmo. Le sue preoccupazioni si rivelano fondate quando lui confessa a Madison di amarla, rimanendo turbato davanti al fatto che lei non gli ha risposto. Amy intanto lascia Tommy, incoraggiata da Laynie dato che egli è un bugiardo, nonché uno spacciatore, dato che nemmeno i mesi in clinica a disintossicarsi gli sono serviti.
Will avendo notato che Ephram, essendo innamorato di Madison, suona con maggior entusiasmo, lo iscrive a una gara di pianoforte di musica jazz a Boulder, quindi Ephram, Will, Andy e Bright si mettono in viaggio in auto, mentre Linda starà a casa dei Brown a prendersi cura di Delia. Quest'ultima deve lavorare a un diorama con Brittany ma le due bambine litigano, Linda prepara il diorama al posto di Delia che però non apprezza il gesto.
Andy, a una stazione di servizio, nota che Will ha difficoltà a percepire i suoni. Di notte, mentre alloggiano in un albergo, Ephram in paranoia, sente il bisogno di parlare con Madison, quindi guida fino a Everwood, ma vedendo Madison che si diverte con Jay e i membri della band a casa sua, decide di andarsene senza rivolgerle la parola. Ephram torna in tempo per partecipare alla gara, intanto Will avendo capito che Andy ha intuito che sta perdendo l'udito, glielo conferma, tutto è iniziato con l'esplosione alla miniera, col tempo perderà completamente l'udito ma non intende provare cure sperimentali.
Ephram si mette a suonare, ma con una performance deludente, infatti essendo stanco non è stato capace di concentrarsi. Intanto Nina fa capire a Linda che non deve conquistarsi la simpatia di Delia, gestire dei bambini non è facile ma Andy ama stare con Linda e non la giudicherà in base alla sua capacità di prendersi cura della figlia. Linda e Delia fanno pace, ma poi la bambina vede Linda prendere le pillole per l'AIDS. Mentre Amy è in compagnia di Laynie vengono raggiunte da un Tommy visibilmente sotto effetto di droghe, il quale supplica Amy di tornare con lui, ha bisogno dell'affetto della ragazza, promettendole che da ora condurrà una vita onesta.
Will chiede a Andy di fermarsi in un centro commerciale, lì c'è un pianoforte e chiede a Ephram di suonarlo davanti a tutti, è evidente che Madison tira fuori il meglio di lui ma anche il peggio, chiedendogli di suonare per lei. Will e Andy sorridono quando sentono Ephram suonare attirando la gente lì intorno, tutti affascinati dal suo talento. Amy intanto smette di essere amica di Laynie dato che quest'ultima non approva la sua relazione con Tommy, constatando che Amy ha già deciso di perdonarlo dato che ingenuamente lei crede di poterlo cambiare.
Quando Ephram torna a Everwood, parla con Madison, la quale ammette che è dispiaciuta di aver reagito con tanta freddezza davanti alla dichiarazione d'amore di Ephram, il quale ammettendo di amarla l'aveva colta alla sprovvista. Anche se entrambi hanno capito che il loro rapporto è in crisi, adesso non sono pronti per affrontare il problema preferendo fingere che vada tutto bene.
- Guest star: Charlie Weber (Jay).

## Vite a rischio
- Titolo originale: Unspoken Truths
- Diretto da: Michael Lange
- Scritto da: Rina Mimoun e Greg Berlanti

### Trama
Harold e Rose sono orgogliosi di Bright dato che la sua pagella scolastica è molto alta, al contrario di quella di Amy che è precipitata. I genitori di Amy, con l'aiuto di Chris, tentano di aiutarla a rimettersi in sesto, dato che altrimenti rischia di non entrare in una buona università, le propongono di eliminare le materia in cui rende di meno e recuperare nei corsi estivi.
Mentre Nina è a lavoro riceve un'istanza di divorzio da Carl, di conseguenza Andy accompagna Nina da Diane Shumacher, un'avvocatessa la quale però non riesce a prendere Nina molto sul serio dato che lei, pur di avere un divorzio veloce, sarebbe anche disposta a non chiedere gli alimenti. Shumacher mette in chiaro con lei che si sta illudendo, i divorzi sono complicati, specialmente perché dovranno mettere in mezzo Sam. Andy fa notare a Nina che è stata lei a prendersi cura della casa durante le assenze di Carl il quale tra l'altro le è stato infedele, facendole capire che non deve avere paura di reclamare quello che le spetta di diritto.
Madison ha un importante concerto in un locale, lei e la band potrebbero essere scritturati da un discografico, Ephram vorrebbe assistere al concerto ma è un minorenne e dunque non gli è permesso. Bright viene in suo aiuto presentandogli Ada, lei infatti gli procura in documento falso. Amy è decisamente infastidita nell'apprendere che Ephram e Madison fanno sesso, accetta di accompagnare Tommy a una festa che si tiene in un motel abbandonato.
Linda è costretta a confessare a Andy che prova del disagio nel vedere quanto lui e Nina dipendano l'uno dall'altra, si comportano come se fossero una coppia sposata, temendo che a unirli sia più dell'amicizia. Andy le giura che non prova nulla per Nina, ma mette in chiaro non rinuncerà a starle accanto come amico. Intanto Ephram, nel locale, si ubriaca e mette in imbarazzo Madison davanti al discografico quando lui e Jay si mettono a fare a botte, infine Ephram viene arrestato.
Andy va a prendere Ephram all'ufficio dello sceriffo, Ephram si scusa con Madison capendo che lei non è capace di ricambiare i suoi sentimenti, lei arriva ad ammettere che mettersi con Ephram è stato un errore. Quando Andy torna a casa con suo figlio comprende quanto l'amore per Madison lo renda insicuro, lui infatti capisce che nonostante i suoi tentativi di avvicinarsi a Madison, l'unico risultato che ottiene è che lei lo si allontana sempre di più.
Amy e Tommy vanno alla festa, e nonostante la ragazza faccia uso di antidepressivi viene convinta da Tommy a ubriacarsi con lui. Ormai incapace di ragionare lucidamente, Amy sapendo che Tommy continua a fare uso di droghe, gli chiede di dargli del GHB, i due quindi la assumono insieme e Tommy perde i sensi. Amy inizia a camminare sotto l'effetto della droga e immagina di vedere Colin confessandogli di amarlo, sentendo di aver fallito con lui e anche con la famiglia, ma il ragazzo con un atteggiamento severo e distaccato le fa capire che deve superare l'ossessione per lui. Amy, recuperando la sua lucidità, vedendo che Tommy non si sveglia chiede aiuto, ma nessuno vuole chiamare l'ambulanza perché non vogliono mettersi nei guai con le autorità, dunque con il cellulare telefona a Harold che si precipita prestando soccorso a Tommy.
- Guest star: Lisa Waltz (Diane Schumacher), Noah Bastian (Il ragazzo), Tod Huntington (Ragazzo della confraternita numero 2), Ben Weber (Chris Beals), Kelly Carlson (Ada), Kent Richards (Poliziotto), Martha Carter (Ragazza del bacio), Todd Davis (Glenn), David Orton (Ragazzo della confraternita numero 1), Reese Phillip Purser (L'uomo), Mike Erwin (Colin Hart morto), Gavin Sheehan (Membro del pubblico).

## Una questione di età
- Titolo originale: Unfinished Business
- Diretto da: Sandy Smolan
- Scritto da: David Hudgins

### Trama
Amy abbraccia Irv e Edan lasciando la loro casa per tornare a vivere con i genitori, sopraggiunge Tommy il quale fa a Harold i doverosi ringraziamenti per averlo salvato. Harold però è indifferente affermando che è solo grazie a Amy che non è morto. Tommy si scusa Amy, non avrebbe dovuto portarla a quella festa, le chiede un'altra possibilità, ma Amy mette in chiaro che la loro storia è finita, lui non ha fatto altro che riempirla di bugie, non si è mai disintossicato, ha capito che Tommy essendo troppo ostinato non vuole affrontare i suoi problemi e di conseguenza è incapace di vivere con responsabilità. Tommy, con arroganza, afferma che Amy si sta solo illudendo, perché non ritroverà la stabilità nella propria vita.
Carl chiede l'affidamento esclusivo di Sam, tuttavia Linda le consiglia di non allarmarsi, Everwood è una piccola città di conservatori, è poco probabile che Carl essendo un padre single omosessuale possa ottenere l'affidamento del figlio. Le cose in tribunale però non vanno a favore di Nina, infatti Carl da un anno lavora in un'azienda avendo persino ricevuto una promozione, finanziariamente egli può offrire al figlio una maggiore stabilità economica, ha già aperto per Sam un libretto di risparmi e se venisse a vivere con lui a Denver lo iscriverebbe in una scuola privata, inoltre l'avvocato di Carl fa tenere presente al giudice dell'incidente in auto di Sam mentre era sotto la tutela di Nina.
Ephram è disposto ad accettare con rassegnazione che tra lui e Madison è finita, ma inaspettatamente quest'ultima non intende lasciarlo, infatti tiene a lui e intende lottare per salvare la loro storia. Ephram è felice, inoltre Mindy (un'amica di Madison) gli chiede di aiutarla a organizzarle una festa per il suo compleanno. Amy, che per tanto tempo aveva rinunciato alla danza classica, torna a lezione, ma non è ben accolta dalle altre ragazze. Si sta rendendo conto che non è facile tornare alla sua vecchia vita, infatti le sue amiche non vogliono più frequentarla dato che si era isolata da tutti oltre a intraprendere una relazione con un delinquente come Tommy.
Ephram riaccompagna Madison a casa sua, e i suoi amici le fanno una sorpresa organizzandole la festa, ma quando finisce la birra decidono di andare in un bar. Ephram si astiene dal seguire Madison e i suoi amici, non gli permetterebbero di entrare dato che non è maggiorenne, dando modo alla sua ragazza di trascorrere un compleanno allegro. Amy all'inizio pensa di lasciare nuovamente la danza ma Bright la convince a non farlo, anche se è arrabbiato con lei per le brutte scelte che ha preso ultimamente, odia vederla abbattuta, facendole capire che, se impedirà agli altri di condizionarla, riuscirà a riprendere in mano la sua vita.
Nina prende in considerazione l'idea di trasferirsi a Denver, qualora Carl ottenesse la potestà di Sam, lì ha un cugino che possiede un ristorante, le offrirebbe un lavoro come direttrice di sala, e in futuro potrebbe mettersi in proprio e aprire una sua attività, almeno resterebbe vicina al figlio. In tribunale Andy depone per Nina facendo capire al giudice che lei, anche quando il matrimonio è finito, non si è abbattuta, ha sempre trovato il tempo per aiutare Andy, pur di non perdere il figlio sarebbe anche disposta a trasferirsi a Denver, ma lui non può permettere che Linda lasci Everwood, ha bisogno di lei. Il giudice, colpito dalle parole di Andy, concede a Nina l'affidamento di Sam, a quel punto Carl si scusa con lei, desiderava avere Sam tutto per sé senza curarsi che probabilmente separarlo da Nina non sarebbe stato giusto nei confronti del figlio.
Harold scopre che Amy è in possesso della pillola anticoncezionale, la figlia ammette di averne fatto uso ma solo per precauzione, non ha mai fatto sesso con Tommy, rivela inoltre al padre che è stato Andy a prescrivergliela. Harold si arrabbia con Andy per averlo tenuto all'oscuro di una cosa così importante, anche se era vincolato dal segreto medico-paziente. Madison e Ephram soffrono perché hanno capito che la loro relazione non può funzionare, decidono di lasciarsi, Madison ammette che rimpiange di non avergli fatto capire quanto Ephram fosse importante per lei, decide inoltre di non scartare il regalo che lui le aveva fatto per il suo compleanno. Di notte, mentre Ephram passeggia per strada, incontra Amy, le confessa che lui e Madison si sono lasciati, infine Ephram e Amy si mettono a passeggiare insieme da buoni amici. 
- Guest star: Dylan Walsh (Carl Feeney), Erinn Hayes (Mindy), Lisa Waltz (Diane Schumacher), Tom Wright (Avvocato di Carl), Neal Barth (Giudice Papert), Haley McCormick (Ragazza numero 1), Elizabeth Johnson (Ragazza che va alla festa).

## Tempo di crescere
- Titolo originale: Last Looks
- Diretto da: Arvin Brown
- Scritto da: John E. Pogue

### Trama
Delia è furiosa perché Madison non è più la sua baby-sitter e la nuova sostituta è insopportabile. Per questo motivo, Ephram si reca da Madison e le chiede di tornare a occuparsi di Delia, e lei accetta ma mette in chiaro che se ci saranno altre diatribe nel loro rapporto rinuncerà al lavoro. Nonostante le premesse, purtroppo, Ephram litiga con lei davanti a Delia e Andy dopo averla vista rispondere a una telefonata, dando per scontato che lei e Jay abbiano ricominciato a uscire insieme.
La domanda di ammissione di Bright all'Università di Notre Dame non è stata accettata, infatti nonostante la sua buona media di voti la rissa con Tommy non ha giovato al suo curriculum scolastico. Dietro consiglio di Ephram decide allora di andare a parlare con il rettore dell'Università del Colorado, sperando di convincerlo ad accettare la sua domanda di ammissione, Harold non la ritiene una buona idea, dando per scontato che Bright non riuscirà a farsi ammettere.
Il rapporto tra Amy e Rose sta migliorando, ma la ragazza è ancora insicura, pratica yoga con Linda e apparentemente sembra più tranquilla, in effetti Linda dato che già da tempo avevano ridotto il dosaggio degli antidepressivi che Amy assume, suggerisce alla nipote di non acquistarli più, è convinta che Amy non ne abbia più bisogno.
Delia confessa a Madison che la considera la sua migliore amica, ma Ephram è suo fratello, lui ha la priorità, e capendo che finché Madison continuerà a far parte delle loro vite egli non sarà mai felice. Ephram scopre così che la baby-sitter che prima era stata mandata via, è tornata a lavorare in casa loro, Andy gli spiega che è per volere di Delia che Madison è stata allontanata. Ephram confessa a suo padre che, nonostante non fosse sua intenzione tornare con Madison, amava l'idea che continuasse a lavorare per loro, almeno così avrebbe continuato ad averla vicina a sé: Andy gli fa capire che è solo la paura di andare avanti che lo spinge a legarsi ancora a lei.
Bright va a parlare con il rettore dell'Università del Colorado, purtroppo com'era prevedibile la sua domanda di ammissione non verrà accettata, ma poi scopre che Harold era in sala d'attesa, il padre ammette di aver sbagliato a non sostenerlo, non era mai stato così in ansia per lui ed è fiero che ci abbia provato, tuttavia Bright è un po' demoralizzato dato che non ha idea di cosa ne sarà del proprio futuro. Amy non ha ancora il coraggio di fare a meno degli antidepressivi, teme infatti che i suoi miglioramenti siano soltanto merito dei fermaci che assume, Linda decide dunque di farle un'altra prescrizione. Amy va in farmacia e vede che la madre di Colin ormai è completamente consumata dagli antidepressivi che assume, di conseguenza Amy una volta uscita dalla farmacia butta via le medicine acquistate e sorride, finalmente ha superato la sua depressione.
Ephram va a trovare Madison a casa sua, ammette che lei gli ha cambiato la vita, purtroppo è consapevole che loro due non possono essere amici, adesso è pronto a separarsi da lei. Madison gli fa capire che, se tra loro due non ha funzionato, non è perché lui abbia commesso degli errori, infatti Madison afferma che l'amore che li ha uniti era perfetto. Infine Ephram, dopo aver salutato Madison con un ultimo bacio, si mette alla guida della sua auto e si allontana.
- Guest star: Kathryn Joosten (Signora Hammerhill), Nora Burns (Segretario), Joel Bishop (Farmicista), James Jamison (Dr. Bordell), Dustin Silver (Jock Buddy).

## Per amore dei figli
- Titolo originale: Sick
- Diretto da: David Paymer
- Scritto da: Michael Green

### Trama
Delia chiede a Linda per quale motivo assume le pillole e lei le rivela dunque che è affetta dall'HIV. Amy ama trascorrere il suo tempo con Ephram e confessa infatti a Bright che le piacerebbe se tra loro ci fosse più di un'amicizia; se tra lei e Ephram non ha mai funzionato è sempre stata colpa delle circostanze. Bright è costretto a disilludere Amy perché Ephram non ha ancora superato la sua rottura con Madison, ora non sarebbe capace di avere con Amy una relazione.
Brittany, vedendo Delia impensierita per via della confessione di Linda, le chiede per quale ragione è così malinconica, a quel punto Delia le svela tutto quanto. Brittany purtroppo lo riferisce ai suoi genitori, e a Everwood si sparge la voce che Linda è affetta da HIV. I pazienti della clinica Abbott decidono di rivolgersi allo studio di Andy, ma lui non intende prenderli in cura, odiando il fatto che Linda venga discriminata solo per via della sua malattia.
Rose porta cattive notizie al marito: almeno venti famiglie si sono presentate da lei minacciando di fare causa alla clinica, anche se Linda aveva esposto la sua condizione medica sia all'agenzia assicurativa che al ministero della sanità, il fatto che non lo avesse detto ai pazienti li ha messi in una posizione compromettente. Rose ha trovato un compromesso: Harold non verrà denunciato per truffa per danni morali a patto che Linda dia le sue dimissioni.
Harold non intende piegarsi alle loro minacce, perché se Linda rinuncia al lavoro lei partirà un'altra volta e Harold non vuole perdere sua sorella. Edna e Rose fanno però notare a Harold che lui ha sbagliato a non rivelare alla comunità che Linda è malata. Quest'ultima è consapevole di aver sbagliato e dunque decide di dimettersi dalla clinica; sa che Harold pur di proteggerla sarebbe disposto a lottare anche in tribunale, ma non intende metterlo nella posizione di sacrificarsi per lei.
Andy riceve diverse pressioni da parte di suo figlio e si sente a disagio quando Ephram gli chiede se ha fatto un test per l' HIV e se con Linda usa i contraccettivi. Infatti è evidente che Ephram disapprova la loro relazione, nonostante le precauzioni c'è sempre un margine di rischio che Linda possa contagiare Andy, inoltre anche se Linda non si è ancora ammalata potrebbe succedere da un momento all'altro, e dunque se morisse dopo che Delia si affeziona a lei la sua sorellina ne soffrirebbe.
Delia si sente in colpa nei confronti di Linda, ma quest'ultima le spiega che non è arrabbiata con lei, per troppo tempo è scappata avendo vissuto nella paura che l'AIDS che aveva contratto dovesse rimanere un segreto, ma per merito di Delia si sente più serena non dovendo più nascondere la verità. Andy è costretto a lasciare Linda, anche se Ephram aveva cambiato idea scegliendo di incoraggiare il loro rapporto ma alla fine Andy ha capito che ha delle responsabilità, non lo sta facendo tanto per i suoi figli, ma perché deve rimanere devoto ai suoi doveri verso la propria famiglia. Purtroppo Harold riceve una visita dal rappresentante dell'agenzia assicurativa che non intende rinnovargli la polizza dopo aver saputo che stavano per intentargli una querela, di conseguenza senza un'assicurazione la clinica non può aprire.
- Guest star: Gavin Sheehan (Studente), Bill Erwin (Ollie), Brice Newbold (Signor), Brenda Sue Cowley (Signora Clark), Michael Behrens (Gerry Block), Robert Himber (Assicuratore).

## Il ballo di fine anno
- Titolo originale: Do or Die
- Diretto da: Michael Schultz
- Scritto da: Vanessa Taylor

### Trama
Bright, per il suo ultimo ballo del liceo, affitta un camper e decide di andarci con quattro ragazze per fare le cose in grande. Amy ha avuto vari inviti, ma li rifiuta tutti sperando che sia Ephram a portarla al ballo, ma Bright le spiega che ciò non accadrà, lei già in passato lo aveva rifiutato e Ephram per evitare un'altra umiliazione non le chiederebbe mai di andare con lui.
Linda organizza una cena a casa sua invitando Rose, Irv, Bright, Amy, Edna e Harold. Quest'ultimo si arrabbia perché capisce che è il suo modo di dire addio, la sorella sta per lasciare Everwood per unirsi nuovamente ai medici senza frontiere e partirà per la Namibia. Edna, alla luce della brutta reazione di Harold, pur non opponendosi alla scelta di Linda di partire, le chiede di riconciliarsi con il fratello prima della partenza. Intanto Andy riceve una telefonata da Donald il quale è a Denver e vorrebbe vederlo, quindi va a Everwood per esporre un caso medico al suo vecchio allievo: un'operazione chirurgica al cervello per rimuovere un meningioma benigno in prossimità del lobo parietale, e vorrebbe che fosse Andy a farlo. Quest'ultimo è incerto, non sa se accettare perché è ancora perseguitato dal fallimento con Colin.
Amy si fa coraggio e chiede a Ephram di andare al ballo con lei, ma lui rifiuta credendo che Amy volesse andare al ballo con lui per risparmiargli l'imbarazzo di andarci da solo. Bright aiuta la sorella facendo sì che lei e Ephram vadano al ballo insieme, anche solo come amici. Mentre Donald è a casa di Andy perde i sensi e viene ricoverato in ospedale, così Andy scopre che è lui ad avere il meningioma e accetta dunque di operarlo.
Linda spiega a Harold che, potendo scegliere, resterebbe a Everwood perché ciò che desidera è stare con la sua famiglia, ma ormai lì non ha niente (è stata lasciata da Andy e ha perso il lavoro) e ha bisogno di avere qualcosa che possa essere suo; ma in ogni caso, per amore del fratello, è disposta a rimanere a Everwood. Tuttavia Harold abbraccia la sorella e le dà il permesso di partire per la Namibia.
Mentre Ephram va al ballo con Amy, si ferma in un minimarket e lì incontra Madison e tra i due c'è ancora dell'imbarazzo. Ephram al ballo non si diverte molto, e confessa a Amy che ha provato dei sentimenti intensi sia per lei che per Madison; la differenza è che quest'ultima al contrario di Amy ha saputo corrisponderlo, tra l'altro Amy non ha mai fatto l'amore con Colin, di conseguenza Ephram aveva con Madison una relazione più completa.
Il giorno dopo Bright si vede costretto a confessare a Ephram che Amy prova per lui dei sentimenti, e infatti Ephram non se ne era accorto. Harold chiede a Andy di andare a salutare Linda che sta per partire, accompagnata da Irv e Edna, alla stazione ferroviaria. Andy la raggiunge in tempo, ammette che Linda è stata capace di aiutarlo a vivere con passione, una sensazione che non provava da tanto tempo, e infine i due si abbracciano. Prima di salire sul suo treno, Linda si siede mettendosi a piangere.
- Guest star: Gavin Sheehan (Studente), Mini-Mart Guy (Viaggiatore della stazione), Philip Baker Hall  (Dr. Donald Douglas), Jess Weixler (Nikki), Cali Carlin (Mindy), Haley McCormick (Arnie), Spencer Farr (Bud Green), Megan Munroe (Cheryl).

## Un futuro da scoprire
- Titolo originale: Your Future Awaits
- Diretto da: Marita Grabiak
- Scritto da: Wendy Mericle e Patrick Sean Smith

### Trama
Manca poco al giorno della consegna dei diplomi, e Bright è riluttante a partecipare alla cerimonia e decide di non andarci, è troppo demoralizzato dal fatto che non ha idea di cosa ne sarà del suo futuro una volta concluso il liceo. Harold non riesce a convincere la compagnia assicurativa a rinnovargli la polizza e decide di mettersi in contatto con altre agenzie assicurative, ma è poco probabile che stipulerà un'altra polizza.
Amy accompagna Ephram a Boulder per un provino, dal cui esito dipende un corso estivo alla Juilliard. Grazie agli incoraggiamenti della ragazza Ephram supera la propria ansia e fa un'ottima esibizione. Herbert si fa visitare nella clinica di Harold, il quale per non fare una cattiva figura con il suocero, dato che sono tutti ignari che l'ambulatorio è chiuso in quanto sprovvisto di polizza, paga alcune persone per fingersi suoi pazienti; la cosa diventa imbarazzante quando l'infermiera Louise, che era all'oscuro della messa in scena, vede tutta quella gente nell'ambulatorio, e rischia di sbugiardare Harold.
Dopo l'audizione, Ephram e Amy trascorrono del tempo insieme e quest'ultima finalmente confessa che lui le piace, e non come amico. A quel punto Ephram tenta di baciarla, ma Amy lo tiene a distanza trovando strano che lui davanti alla sua confessione abbia reagito con tanta naturalezza. Ephram le svela che Bright gli aveva già detto che Amy provava dei sentimenti nei suoi confronti. Adesso però Amy si sente umiliata: è stato difficile per lei trovare il coraggio di confessargli ciò che prova, e invece adesso ha capito che Ephram in maniera artificiosa ha manipolato la situazione per spingerla a essere onesta con lui. Ephram le fa notare che anche lei è stata manipolatrice nei suoi confronti quando si sono conosciuti, sapeva che Ephram si era infatuato di lei e ne aveva approfittato per spingere Andy a operare Colin. Amy purtroppo è costretta a constatare che il motivo per cui lei e Ephram non riescono a stare insieme è perché si nascondono sempre dietro le loro reciproche manipolazioni.
Mentre Harold cena con la sua famiglia, trova finalmente il coraggio di confessare a tutti che non può riaprire lo studio perché nessuno vuole stipulare con lui una polizza. Bright, alla luce di tutte le difficoltà che suo padre sta affrontando, cambia idea e partecipa alla consegna dei diplomi.
Andy, che da un anno non operava, riesce a concludere con successo l'operazione di Donald, durata 14 ore, asportando il meningioma. Finalmente ha dato nuovamente prova delle sue eccezionali capacità come chirurgo. Quando Andy torna a casa confessa a Nina che è dispiaciuto all'idea che Ephram trascorrerà l'estate a New York per sostenere il corso alla Juilliard, anche se non intende ostacolarlo; Nina gli fa prendere coscienza che Ephram è un musicista talentuoso, e quindi Andy deve accettare che, proprio il talento di Ephram, col tempo lo porterà ad allontanarsi sempre di più dal padre.
Rose vedendo Harold demoralizzato da una telefonata che ha ricevuto, intuisce che era l'agenzia assicurativa, l'ultima alla quale il marito si era rivolto, e anche da loro ha ricevuto un rifiuto. Nonostante tutto Harold cerca di affrontare la cosa con un po' di ottimismo. Infine Harold e la famiglia vanno ad assistere alla cerimonia di diploma di Bright.
- Guest star: Clyde Kusatsu (Edward Ogawa), Gavin Sheehan (Laureato), Betty White (Carol Roberts), Philip Baker Hall (Dr. Donald Douglas), Richard Herd (Herb Roberts), Michael Coe (Dr. Adler), Matt Sheahan (l'ubriaco), Ron Frederickson (Giudice della Juliard), Anne Sward (L'insegnante), Alex Nibley (), David Downs (Signor Ackerman), Karri Knudsen (Infermiera), Mowara Pryor (Infermiera), Gordon Johnson (Signor Jensen), KC Clyde ().

## Soci alla pari
- Titolo originale: The Day Is Done
- Diretto da: David Petrarca
- Scritto da: Greg Berlanti, Rina Mimoun e Michael Green

### Trama
L'episodio inizia con Andy, in una realtà parallela dove Julia non è morta; lui cammina in piena notte per le strade di New York sotto la pioggia, raggiunge il ristorante dove la sua famiglia cena il venerdì sera, e dopo aver salutato la direttrice di sala guarda Julia, Ephram e Delia che sono già seduti al loro tavolo, Julia si gira verso suo marito e lo guarda con un sorriso; si scopre poi che è tutto un sogno di Andy che si sveglia nel cuore della notte
Harold, insieme a Louise, apre un negozio di ciambelle salate. Adesso che la sua clinica è chiusa decide di investire in questa nuova attività, ma si rivela un fallimento. Amy chiede a Ephram di non trascorrere l'estate a New York e di rimanere con lei a Everwood, sarebbe più facile per loro capire se possono avere una relazione fuori dallo stress scolastico. Intanto Madison si presenta alla clinica di Andy. Andy capisce che è preoccupata per qualcosa: Madison gli confessa che probabilmente aspetta un figlio da Ephram.
Andy confessa a Edna che Madison è incinta, lui stesso ha fatto le analisi due volte, e anche se Edna ritiene giusto che Ephram lo sappia, lui non intende dirglielo, si sente in parte responsabile perché non avrebbe mai dovuto permettere a Ephram e Madison di mettersi insieme. Ephram porta Amy a fare picnic nel bosco, le comunica di aver deciso di frequentare il corso estivo alla Juilliard perché adesso deve mettere le sue ambizioni al primo posto, non vuole rinunciare alla possibilità di avere per la prima volta una preparazione completa come pianista, infine la bacia chiedendole di aspettarlo per quando tornerà da New York.
Andy chiede a Madison di non dire nulla a Ephram sulla gravidanza e le promette che la aiuterà economicamente, suo figlio dopo la morte di Julia ha rinunciato a una parte della sua adolescenza, e se scoprisse che Madison aspetta un figlio da lui la sua giovinezza finirebbe all'istante. Madison, pur ritenendo che sia sbagliato, accetta le sue condizioni.
Andy va da Harold, e gli racconta del sogno che già da diverso tempo sta facendo, sulla vita parallela che avrebbe avuto se Julia fosse viva, Andy lo interpreta come la conferma che, pur essendo diventato un uomo migliore da quando è venuto a Everwood, niente compenserà la perdita della sua amata moglie. Harold tenta di fargli capire che il suo ragionamento è superficiale, se Julia fosse viva Andy avrebbe solo continuato a dedicarsi alla carriera portando avanti con la famiglia un rapporto inesistente. Andy sorprende Harold proponendogli di lavorare con lui nella sua clinica, come soci alla pari, e nonostante l'incertezza Harold accetta.
Ephram viene accompagnato alla stazione degli autobus da Andy, Bright e Delia, li saluta e raggiunge l'aeroporto, e quando si siede al proprio posto vede che il passeggero accanto a lui è Amy che ha deciso di trascorrere due settimane a New York con Ephram prima dell'inizio dei corsi estivi.
Tornando alla scena iniziale dell'episodio, con Andy nella realtà alternativa dove lui raggiunge la moglie e i figli al ristorante, mentre festeggiano Ephram e la sua ammissione al corso estivo alla Juilliard. Tuttavia il ragazzo è arrabbiato perché suo padre nemmeno sapeva la ragione per cui stavano festeggiando, dato che è assorbito dal lavoro, inoltre loro hanno già cenato visto che Andy è in ritardo di un'ora (in linea con quello che aveva affermato Harold la vita che avrebbe condotto se Julia non fosse morta sarebbe stata totalmente insoddisfacente). Julia arrabbiata per le continue assenze del marito lascia il ristorante portando con sé i figli, ammettendo che ciò che più la spaventa è l'idea che solo qualcosa di terribile potrebbe spingere Andy a riconsiderare le sue priorità, mentre lui rimane tutto solo nel ristorante a bere. Ciò evidenzia che purtroppo è stata solo la morte di Julia a fare di lui una persona migliore.
- Guest star: Gavin Sheehan (Passeggero aeroplano), Brenda Strong (Julie Brown morta), Gordon Johnson (Signor Jenson), Brandy Snow (Cameriere "D").